# Муниципальное образование «Шаралдай»
Муниципальное образование «Шаралдай» — муниципальное образование со статусом сельского поселения в 
Боханском районе Иркутской области России. Административный центр — Дундай.

## Население
| 2010  | 2011  | 2012  | 2013  | 2014  | 2015  | 2016  |
| ----- | ----- | ----- | ----- | ----- | ----- | ----- |
| 1412  | →1412 | ↘1402 | ↘1396 | ↘1379 | ↘1349 | ↗1351 |
| 2017  |       |       |       |       |       |       |
| ↗1359 |       |       |       |       |       |       |

По результатам Всероссийской переписи населения 2010 года 
численность населения муниципального образования составила 1412 человек.

## Населённые пункты
В состав муниципального образования входят населённые пункты
- Дундай
- Базой
- Вершина
- Веселая Поляна
- Граничная
- Ида
- Нашата
- Харагун
- Хонзой[9]